# Psoralea
Psoralea là một chi thực vật có hoa trong họ Đậu. Hầu hết các loài đều có độc tính, rễ của loài P. esculenta và P. hypogaea có thể ăn được.
Tên thông thường là tumble-weed (P lanceolata), và white tumbleweed.

## Hình ảnh

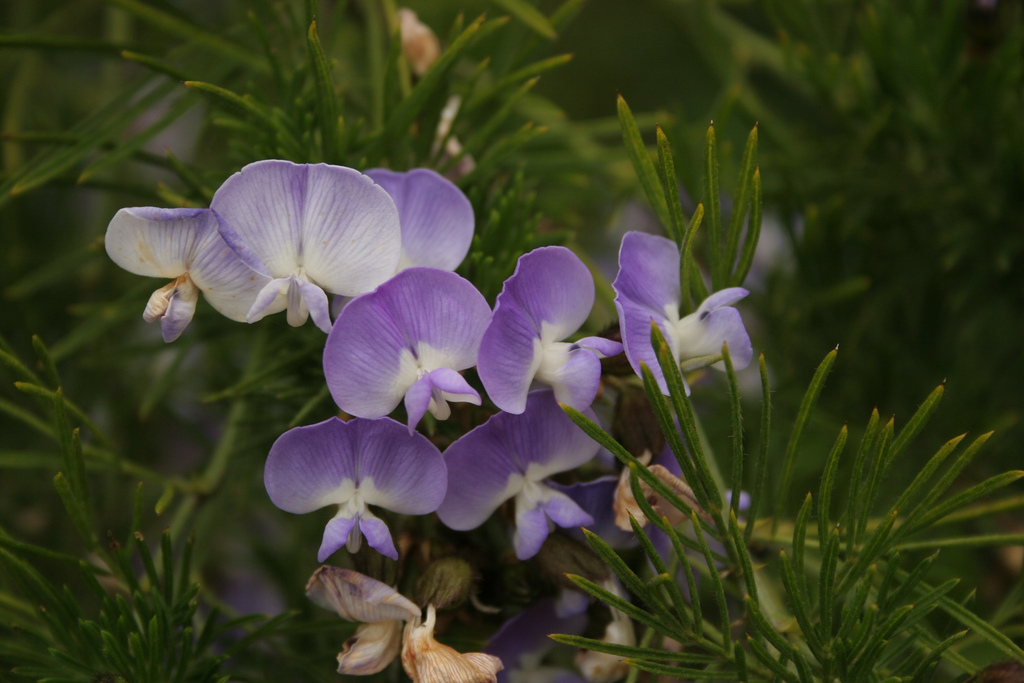